# Emili Aparici
Emili Aparici Sánchez (n. San Baudilio de Llobregat; 1936 - 3 de septiembre de 2008) es un pintor español.

## Vida
A la edad de 12 años realizó su primer trabajo a la acuarela saliendo a la calle a pintar. En sus inicios tanteó otras técnicas como el óleo o el pastel. Durante los últimos cuarenta años pinta exclusivamente a la acuarela. 
Recibió sus primeras lecciones de dibujo y pintura de Salvador Auléstia, en Barcelona. Un pintor vecino que le obsequió el primer caballete y la primera caja de pinturas a la acuarela, a partir de entonces, le acompañaba todos los fines de semana a pintar en la calle.
Cuando tenía 15 años, en 1951, la familia de Emili Aparici se trasladó a Asunción, capital de Paraguay. Al poco tiempo de estar en Paraguay, se creó la Escuela de Bellas Artes en Asunción, dependiente de la Universidad Nacional de Asunción. Se matriculó y graduó en la primera promoción en 1962. Con el título de Profesor de Artes Plásticas, asistió en varias ocasiones en talleres referentes a la acuarela en la ciudad de Barcelona.
Realizó su primera exposición en el año 1966 en el Centro cultural Paraguayo Americano de Asunción. Vendió todos sus cuadros en una sola noche. Desde entonces ha realizado 30 exposiciones individuales en Asunción, dos en Barcelona y una en Madrid además de haber participado en muchas exposiciones colectivas en Paraguay. Se estima que ha vendido alrededor de 1600 obras.[cita requerida]
Desde inicios de la década de los noventa es profesor titular de la cátedra de pintura a la acuarela en el Instituto Superior de Bellas Artes, dependiente del Ministerio de Educación y Cultura de Paraguay.
Emili Aparici Falleció el 3 de septiembre de 2008 en Asunción capital de la República del Paraguay.
Hasta el día de hoy Emili Aparici deja huellas que lo identifican como uno de los más excelsos acuarelistas del Paraguay y Sudamérica, por lo que a cada Exposición acuden infinidad de personas que atraídas por sus obras.
Desde su fallecimiento el interés por sus obras se ha triplicado o quintuplicado siendo así, por mucho el acuarelista número uno del Paraguay.

## Obras
Hasta inicios del 2008, el correo postal de Paraguay ha utilizado seis obras suyas para estampar sellos postales, las dos últimas fueron impresas en el mes de octubre de 2005.
Sus obras están expuestas en colecciones de Paraguay, España, Francia, Italia, Bélgica, Holanda, Alemania, Estados Unidos, Japón, Canadá, México, Brasil, Argentina entre otros.